# Saint-Martin (royaume des Pays-Bas)
 (février 2013).
Si vous disposez d'ouvrages ou d'articles de référence ou si vous connaissez des sites web de qualité traitant du thème abordé ici, merci de compléter l'article en donnant les références utiles à sa vérifiabilité et en les liant à la section « Notes et références ».
« Sint Maarten » redirige ici. Pour le village néerlandais, voir Sint Maarten (Hollande-Septentrionale).
Pour les articles homonymes, voir Saint-Martin.
Saint-Martin, officiellement le Pays de Saint-Martin (en néerlandais : Sint Maarten /sɪnt ˈmaːrtə(n)/  et Land Sint Maarten ; en anglais : Sint Maarten et Country of Sint Maarten), est un des quatre pays constitutifs qui, avec les Pays-Bas, Aruba et Curaçao, forment le royaume des Pays-Bas. Saint-Martin est situé dans les Petites Antilles sur l'île de Saint-Martin, dont il englobe 37 % du territoire, le reste, la Collectivité d'outre-mer de Saint-Martin, faisant partie de la France.
Saint-Martin est bordé par la mer des Caraïbes, est situé au sud de l'île d'Anguilla, au nord-ouest de l'île de Saint-Barthélemy, et à l'est de Porto Rico. Sa capitale est Philipsburg et ses langues officielles sont le néerlandais et l'anglais. 
Appartenant anciennement à l'État autonome de la fédération des Antilles néerlandaises, au sein du royaume des Pays-Bas, Saint-Martin est devenu un pays au sein du même royaume le 10 octobre 2010, à la suite de la dissolution de la fédération.
Saint-Martin tire une partie de sa notoriété de l'industrie du jeu d'argent.

## Toponymie
Sint Maarten est un toponyme néerlandais adopté officiellement le 1er avril 1937. Auparavant, la partie néerlandaise de l'île de Saint-Martin était indifféremment appelée par le nom en néerlandais ou en français. Dans d'autres langues, les noms des deux entités politiques se partageant l'île de Saint-Martin sont généralement utilisés non traduits afin d'éviter toute confusion.
En forme longue, Saint-Martin est appelé « Pays de Saint-Martin » en français[réf. nécessaire], en néerlandais Land Sint Maarten ou en anglais Country of Sint Maarten.

## Histoire
En 1959, Saint-Martin gagne le statut de territoire des Pays-Bas au sein des Antilles néerlandaises. La principale activité devient rapidement le tourisme car les visiteurs sont attirés par les plages de sable blanc et son statut de paradis fiscal avec son port franc, son secret bancaire et ses casinos.
Après des années de négociation entre les trois États du royaume (les Pays-Bas, Aruba et la fédération des Antilles néerlandaises), les électeurs sont amenés en 2006 à voter par référendum sur la poursuite de l'union avec les quatre autres îles de la fédération ou leur séparation.
Le 1er juillet 2007, l'État autonome de la fédération des Antilles néerlandaises décide de sa dissolution et Saint-Martin devient un territoire autonome du royaume des Pays-Bas. Initialement prévue pour le 15 décembre 2008, sa dissolution complète est effective depuis le 10 octobre 2010.

## Géographie

Carte topographique de l'île de Saint-Martin.

Saint-Martin constitue la partie sud de l'île de Saint-Martin et est séparée de la partie française par une frontière terrestre symbolisée par un mur de pierres sèches construit à partir de 1772. Ce mur bien qu'en très mauvais état est toujours visible. Cette frontière est la seule qu'ait la France avec le royaume des Pays-Bas.
La capitale est Philipsburg où se trouve le parlement et la plupart des administrations et services.
Les autres agglomérations sont Simsonbay, Madame Estate, Dutch Quarter, Koolbaai, Oyster-Pond, South Reward, Saint-Peters, Pointe-Blanche, Middle Region, Cay hill, Upper Prince's Quarter et Lower Prince's Quarter. L'habitat dispersé se concentre principalement sur les zones basses proches du littoral mais il commence à s'étendre sur les hauteurs des mornes.

### Faune
Les autorités décident en 2023 de tuer l'ensemble de la population de vervets, estimée à au moins 450 individus. Cette espèce de singes originaire d’Afrique australe et d’Afrique de l’Est a été introduite par l'homme et est devenue envahissante, selon les autorités, menaçant les cultures des agriculteurs et les écosystèmes locaux. Des militants associatifs se sont opposés à ce plan et ont proposé de faire stériliser les animaux

## Population

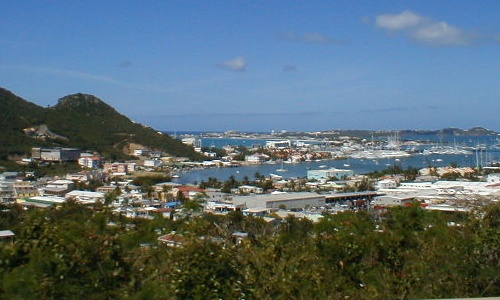
Vue de Philipsburg, capitale de Saint-Martin.

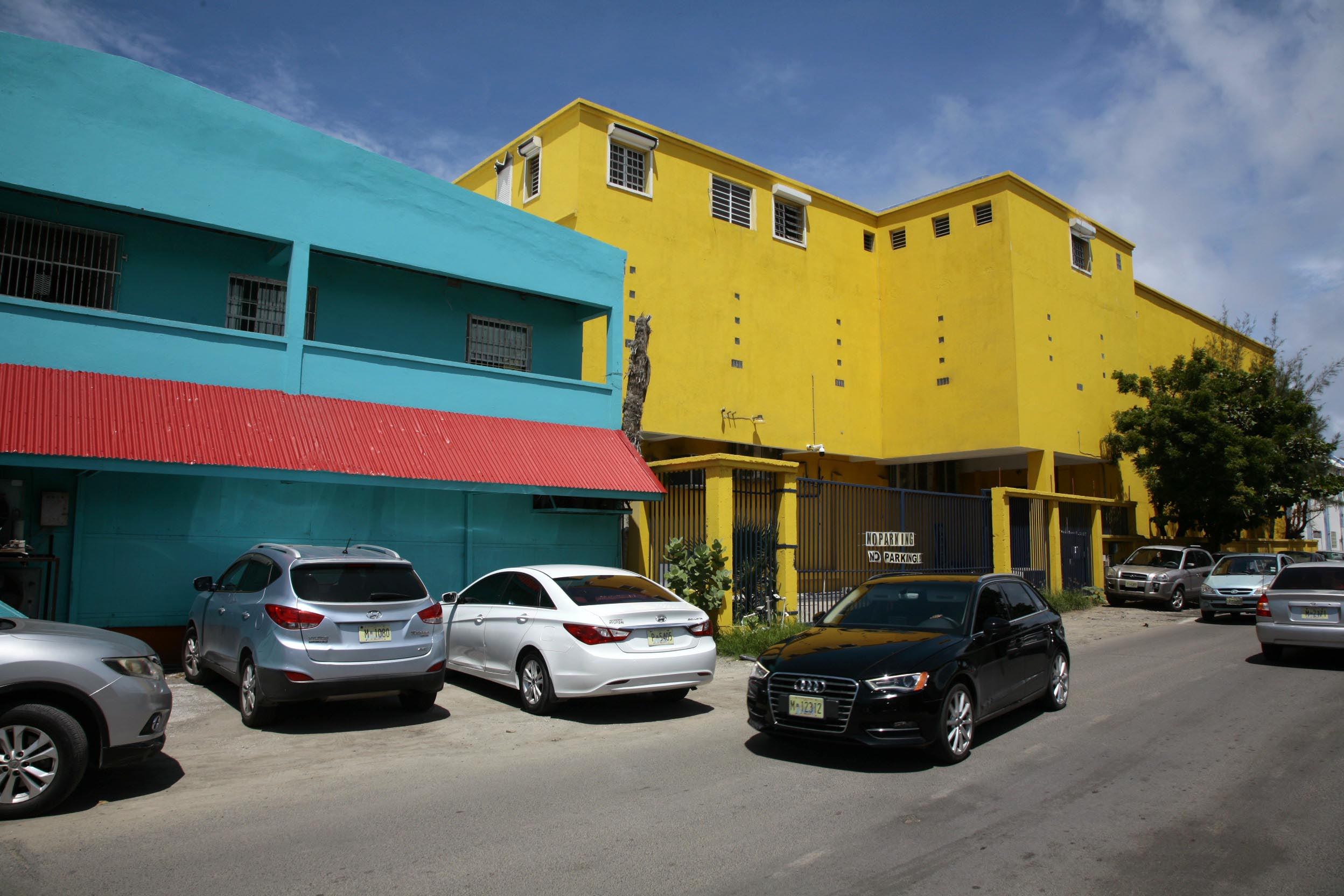
Bâtiments à Philipsburg.

La population de la partie néerlandaise a connu une très forte croissance en raison du développement du tourisme depuis 1960. Elle est devenue très cosmopolite (plus de 101 nationalités), mais avec une prépondérance d'immigrants issus des autres îles des Antilles et particulièrement d'Haïti et de la République dominicaine. L'immense majorité de la population  (+ de 96 %) parle un anglais vernaculaire. La première langue officielle est le néerlandais mais que très peu maîtrisent. Les originaires des îles néerlandaises « A-B-C » (Aruba, Bonaire et Curaçao) parlent le papiamento, le gros contingent d'immigrés haïtiens parle créole haïtien, d'autres espagnol et beaucoup de gens comprennent ou parlent le français.
La population qui parle le néerlandais est surtout constituée de retraités originaires des Pays-Bas, et qui parlent majoritairement anglais en seconde langue, et de fonctionnaires de l'administration, aussi originaires des Pays-Bas et qui sont souvent eux aussi bilingues.   

## Administration
En tant que « pays autonome », Saint-Martin dispose de sa propre constitution, d'un parlement local, d'un Premier ministre, et d'un gouvernement. Le royaume des Pays-Bas y exerce sa représentation par le biais d'un gouverneur. Les fonctions régaliennes du ministère des Affaires étrangères et du ministère de la Défense sont exercées au niveau du royaume. Ses relations avec l'Union européenne relèvent du statut des pays et territoire d'outre-mer — au contraire de la partie française ayant le statut de région ultrapériphérique et appartenant donc à l'Union européenne. Elle dispose d'une cour de justice commune à l'ensemble des îles des Antilles néerlandaises, y compris donc les anciennes îles ayant choisi le statut de territorialité locale de l'État des Pays-Bas, Bonaire, Saint-Eustache et Saba.

## Économie

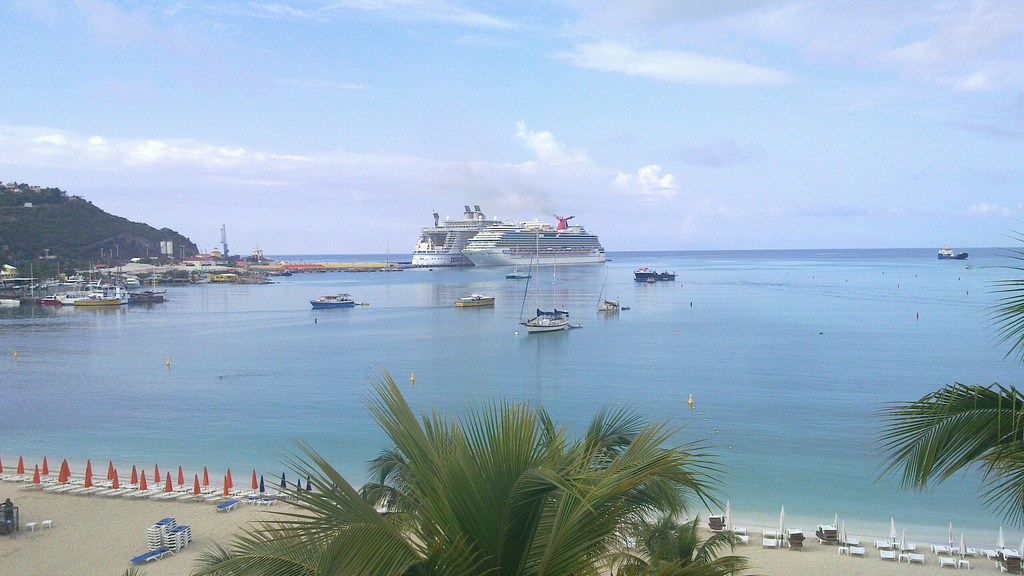
Vue d'une plage de Saint-Martin avec des paquebots de croisière accostés.

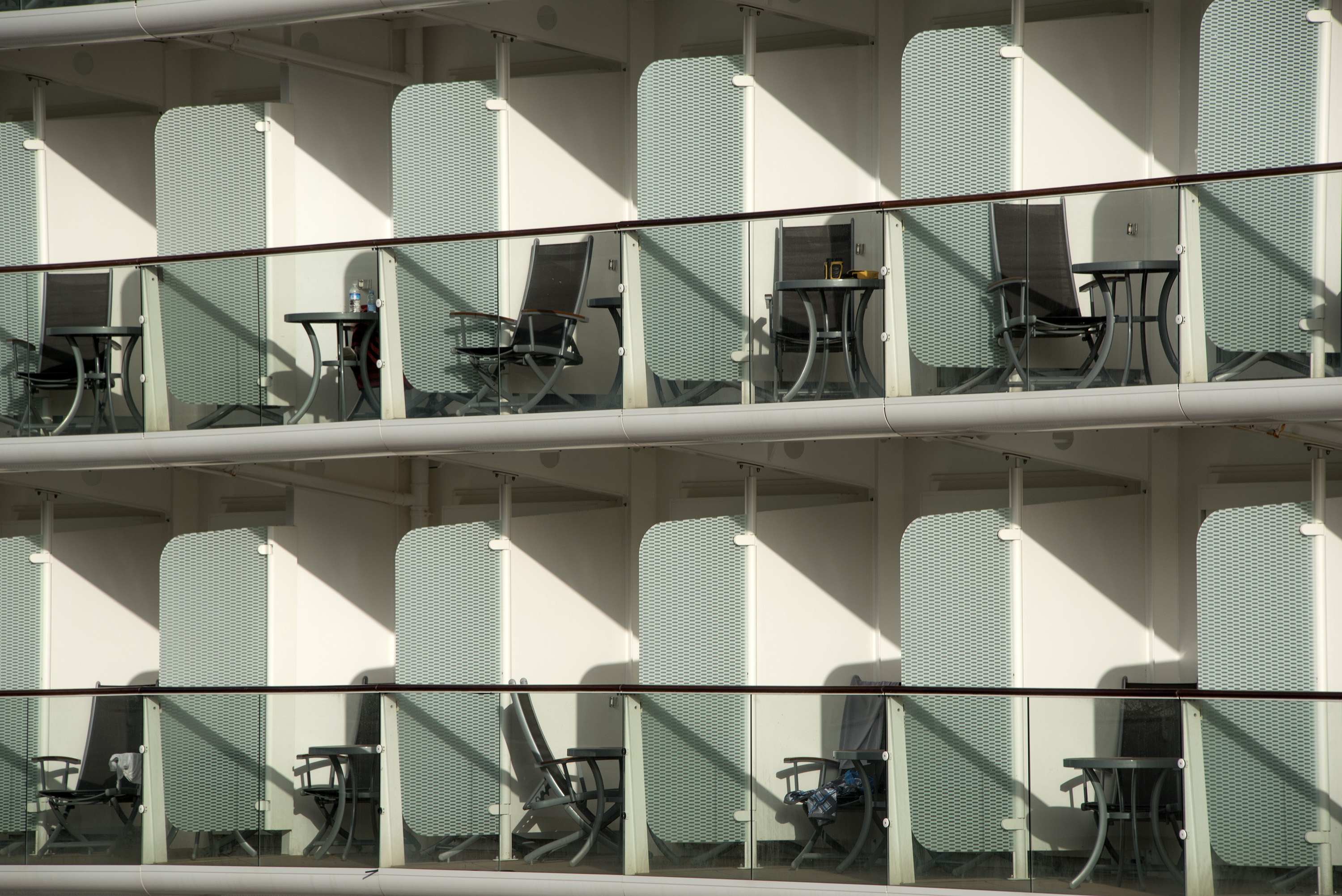
Des balcons pour touristes sur un bateau de croisière amarré à Saint-Martin. Janvier 2016.

L'économie de Saint-Martin repose sur le tourisme, les casinos et les banques offshore. Plus de 3 millions de touristes et 400 000 croisiéristes visitent l'île chaque année.
Les principales activités touristiques sont :
- les plages : face aux eaux agitées de l'océan Atlantique ou baignées par les eaux calmes de la  mer des Caraïbes. Plusieurs ont des restaurants et des activités nautiques. Le nudisme n'est toléré que sur la plage de Cupecoy.
- les randonnées pédestres sur les sentiers des collines et du littoral.
- les boutiques dont certaines de grand luxe (habillement, bijoux, high-tech, cigares, alcools, meubles, etc.)
- les restaurants : cuisine française, cuisine antillaise, cuisine internationale, etc.
- les casinos et activités nocturnes (boîtes de nuit, cinémas, etc.)
- rassemblement de voiliers pour la régate Heineken.
- le carnaval de Philipsburg début mai.
- la liqueur de Guavaberry (boisson traditionnellement dégustée à Noël).

Saint-Martin dispose d'une banque centrale commune avec Curaçao. Cette banque centrale est responsable de l'émission de la monnaie, et de la surveillance des réserves monétaires. La monnaie de 2014, le florin des Antilles néerlandaises (NAf), est appelé à être remplacé par le florin caraïbéen (CMg). Tous deux sont à parité fixe avec le dollar américain, avec un taux de change de 1 US$ = 1.79 CMg = 1.79 NAf.
Saint-Martin a longtemps tiré une importante part de ses revenus de l'industrie du jeu d'argent grâce aux casinos peu réglementés contrôlés jusque dans les années 1990 par des propriétaires turcs ou italiens et qui servaient pour le blanchiment de l'argent du crime organisé, les sommes portant sur des dizaines de milliards de dollars. L'île servait de carrefour au narcotrafic d'Amérique latine proche de paradis fiscaux comme Antigua. De 1975 à 1994, date de son arrestation,  un homme d'affaires sicilien avait bâti dans l'île un empire touristique et hôtelier aidé en cela par des amitiés politiques corrompues. l'homme était le mandataire social de Benedetto Santapaola, chef de la famille mafieuse de Catane. Il était lié également aux familles mafieuses de New-York. Sint Maarten est alors un point de passage majeur de la cocaïne expédiée de Colombie vers les États-Unis. 

### Monuments et sites particuliers
- Le monument frontalier de commémoration du traité de Concordia de 1648 (Koolbaai/Sain-Jean).
- Le musée de la fondation historique (à Philipsburg).
- Le Bar-Avion Heineken (à Philipsburg), (n’existe plus à la suite de l’ouragan Irma).
- L'atterrissage spectaculaire des jets (du petit avion au 747 jumbo) sur la plage de Maho qui se trouve en bout de piste de l'aéroport international Princesse-Juliana.
- Le parc zoologique avec des animaux des Antilles (n’existe plus à la suite d'Irma), derrière Pondfill, à Madame Estate.
- Le Fort Amsterdam (à Philipsburg), lié à la jambe de bois de Pieter Stuyvesant, gouverneur de New York en 1647.
- Le Fort Willem I, bâti par les Anglais sur le haut du morne, qui fut appelé Fort Louis à un moment d'occupation par les Français.
- La route vers Dawn Beach dans le haut de « ravine rouge » (superbe panorama).